# Wolfgang Caspar Fikentscher
Wolfgang Caspar Fikentscher (* 3. Mai 1770 in Redwitz (heute: Marktredwitz in Franken); † 7. März 1837 ebenda) war ein deutscher Chemiefabrikant und Abgeordneter.

## Werdegang
Fikentscher, Sohn eines Bäckermeisters, bestand 1788 in Nürnberg eine Lehre als Apothekergehilfe. Im selben Jahr kehrte er in sein Elternhaus in Redwitz zurück, wo er ein chemisches Labor gründete, in dem er Zuschlagstoffe für die Glasproduktion herstellte, und aus dem sich binnen weniger Jahre die Chemische Fabrik Marktredwitz entwickelte, die erste industrielle Produktionsstätte von Chemikalien in Deutschland. Ab 1814 betrieb Fikentscher auch eine Glashütte. 1822 besuchte Johann Wolfgang von Goethe die Fabrik.
Neben seiner unternehmerischen Tätigkeit begann für Fikentscher 1806 eine politische Karriere, als er vom Magistrat in die geschworene Gemeinde aufgenommen wurde. 1809 wurde er Bürgermeister von Redwitz, das damals noch zu Böhmen gehörte. Auch nachdem Redwitz 1816 an das Königreich Bayern gefallen war, behielt er diesen Posten bis 1824 bei. Am 27. November 1827 rückte Fikentscher für den verstorbenen Felix Silbermann als Abgeordneter der Klasse V (übrige Grundbesitzer) in die Kammer der Abgeordneten der bayerischen Ständeversammlung nach, der er bis 1834 angehörte. Er galt als meist regierungstreu.
Nach seinem Tod führten seine Söhne Matthäus Wilhelm und – bis zu dessen Ausscheiden 1848 – Friedrich Christian die Fabrik weiter. 1891 verkauften die Nachkommen von Fikentscher die Fabrik an die Brüder Oskar Bruno und Curt Bernhard Tropitzsch. Zuvor hatte Friedrich Christian Fikentscher Quecksilber in das Sortiment mit aufgenommen, die Produktion wurde jedoch nie aus der Ortsmitte von Marktredwitz heraus verlagert. Dies führte 1985 zur Zwangsschließung der Fabrik und einem der größten Umweltskandale Deutschlands, infolgedessen in den 1980er/1990er-Jahren das Fabrikareal komplett dekontaminiert werden musste.